# Саблетт, Эндрю
Эндрю Уитли Саблетт (англ. Andrew WhitleySublette; 1808 — 19 декабря 1853) — американский первопроходец, маунтинмен, охотник и торговец, младший брат Милтона и Уильяма.

## Биография
Эндрю Саблетт родился в 1808 году в городе Сомерсет, штат Кентукки, и был одним из пяти сыновей Филипа Аллена и Изабеллы Уитли Саблетт. Осенью 1817 года его семья переехала в Сент-Чарльз, небольшой город в штате Миссури. В 1830 году Саблетт совершил своё первое путешествие к Скалистым горам.
В 1834 году он стал работать с Луисом Васкесом. В следующем году они вдвоем основали форт Васкес вдоль реки Саут-Платт на территории современного штата Колорадо. Форт был одним из первых торговых постов в этом районе и в нём велась оживлённая торговля пушниной. К 1837 году на небольшом участке Саут-Платт насчитывалось уже четыре торговых поста. Из-за растущей конкуренции Саблетт и Васкес были вынуждены продать форт в 1840 году.
Прожив несколько лет в Миссури, Саблетт весной 1844 года отправился в Калифорнию, где работал проводником. Позднее он путешествовал по Великим равнинам и возглавлял экспедиции переселенцев. Саблетт скончался от ран 19 декабря 1853 года, полученных в результате нападения на него медведя гризли.